# Sarah Porter Hillhouse
Sarah Porter Hillhouse, född 1763, död 1831, var en amerikansk journalist och tidningsredaktör.  Hon blev den första tidningsredaktören och utgivaren i Georgia när hon övertog tidningen Monitor i Washington, Georgia efter sin make från 1803. Hon är inkluderad i både Georgia Newspaper Hall of Fame och Georgia Women of Achievement.